# Pod Lasem (Kretki Małe)
Pod Lasem – część wsi Kretki Małe w Polsce położona w województwie kujawsko-pomorskim, w powiecie brodnickim, w gminie Osiek.
W latach 1975–1998 Pod Lasem administracyjnie należało do województwa toruńskiego.